# تایرا نو نوریتسونه
تایرا نو نوریتسونه ((به ژاپنی: 平 教経 Taira no Noritsune); ۱ ژانویهٔ ۱۱۶۰ – ۱ ژانویهٔ ۱۱۸۵) پسر تایرا نو نوریموری سامورایی اهل ژاپن بود. وی در نبرد ایچی نو تانی یکی از نبردهای جنگ گنپی در برابر خاندان میناموتو جنگید.